# Pereked
Pereked é um município da Hungria, situado no condado de Baranya. Tem 6,74 km² de área e sua população em 2019 foi estimada em 144 habitantes.